# Kacper Traczyk
Kacper Traczyk (ur. 25 marca 1998) – polski koszykarz występujący na pozycji rozgrywającego, obecnie zawodnik PGE Turowa Zgorzelec.
21 października 2021 został wypożyczony do PGE Turowa Zgorzelec. 

## Osiągnięcia
Stan na 17 stycznia 2022.
Drużynowe
- Mistrz Polski (2020, 2021[2])
- Uczestnik rozgrywek Zjednoczonej Ligi VTB (2018/2019)
- Zdobywca:
  - Pucharu Polski (2021)[3]
  - Superpucharu Polski (2021)[4]